# ぽいずにゃ〜しんどろーむ
『ぽいずにゃ〜しんどろーむ』（英語: POISONYA SYNDROME）は、日本のバーチャルYouTuber・猫又おかゆの1枚目のアルバム。後述の同名のライブのために制作され、2022年9月6日にcover corp.から発売された。

## 名称
本作の名称は、本作の収録曲ができ上がったころに、猫又と彼女の運営によって付けられた。名称にある「ぽいずにゃ〜」は、本作の収録曲が毒気の強いものでまとまっていることを示す「ポイズン」に、グミのポイフルを意識しつつ、猫又のイメージであるネコの要素を付加して彼女が作成したかばん語である。一方で「しんどろーむ」は、運営が作成した、「ぽいずにゃ〜」に付加する言葉の候補のリストの中から猫又が選んだもので、選んだ理由は猫又がスキマスイッチの楽曲「アイスクリーム シンドローム」の曲名を気に入っており、いつか何かに名前を付ける機会があれば「シンドローム」を付けたいと以前から考えていたためである。

## チャート成績
初週5,168枚として、オリコンチャートによる2022年09月19日付の週間 合算アルバムランキングにて12位、週間 アルバムランキングにて13位、週間 デジタルアルバムランキングにて4位、週間 アニメアルバムランキングにて3位を記録した。また、初週3,985枚として、Billboard JAPANによる2022年09月14日公開のBillboard Japan Hot Albumsにて10位、Billboard Japan Top Albums Salesにて15位、Billboard Japan Download Albumsにて4位を記録した。

## 収録曲
本作にて初めて収録された新曲（「Grrr Grrr Tummy」、「あっかんべ」、「パボ」、「カミサマ・ネコサマ」、「琥珀糖」、「Lazyroop」、「ORANGE PARADE feat. 戌神ころね」）の制作者や曲調は、猫又自身によって選ばれた。
1. もぐもぐYUMMY! [3:17]
作詞・作曲・編曲 - ピノキオピー[2]
2. Grrr Grrr Tummy [3:03]
作詞 - TOPHAMHAT-KYO（FAKE TYPE.） / 作曲 - FAKE TYPE. / 編曲 - DYES IWASAKI（FAKE TYPE.）[2]
同期の戌神ころねの楽曲「Doggy god’s street」に感化された猫又が、同楽曲の制作者であるFAKE TYPE.に依頼したことで制作された楽曲[2]。導入部は、同楽曲と対になるイメージとなっている[2]。
3. あっかんべ [2:46]
作詞・作曲 - DECO*27 / 編曲 - Rockwell[2]
猫又がDECO*27との打ち合わせにて、「いつものほのぼのしているおかゆではない、ダークな一面を見せたい」という話をしたことで制作された楽曲[4]。
4. パボ [2:36]
作詞・作曲・編曲 - すりぃ[2]
猫又が「『「馬鹿ばっかりだなこの世の中は」みたいなことを言っている自分が一番馬鹿』みたいなニュアンスで曲を作りたい」とすりぃに依頼したことで制作された楽曲[4]。
5. アデュー、サロー [2:35]
作詞・作曲・編曲 - FLG4[2]
6. 毒の王子さま [3:34]
作詞・作曲・編曲 - 奏音69[2]
7. カミサマ・ネコサマ [4:24]
作詞・作曲 - 烏屋茶房 / 編曲 - 橘亮祐[2]
「全肯定おかゆ」と呼ばれる猫又のキャラクターをそのまま写し取ったような肯定的な言葉が並ぶ楽曲[4]。
8. 毒杯スワロウ [3:23]
作詞 - 岩見陸 / 作曲・編曲 - ナナホシ管弦楽団[2]
9. 琥珀糖 [3:26]
作詞・作曲・編曲 - 神山羊[2]
サビの音域が高いことが特徴の楽曲[4]。当初の音域は、現在のものよりキーが3つほど高かったが、猫又が歌えない高さだったため、現在のものに差し替えられた[4]。
10. デタバレネコ [2:54]
作詞 - 猫又おかゆ、Neko Hacker / 作曲・編曲 - Neko Hacker[2]
11. Lazyroop [3:03]
作詞・作曲 - 夏代孝明 / 編曲 - 快晴P[2]
温かい内容の歌詞が特徴の楽曲[4]。猫又によれば、本楽曲の録音の際には、「聴いたら励まされるような曲になったらいいな」という思いを込め、優しい声で歌うことを意識したという[4]。
12. ORANGE PARADE feat. 戌神ころね [3:08]
作詞 - TOPHAMHAT-KYO（FAKE TYPE.） / 作曲 - FAKE TYPE. / 編曲 - DYES IWASAKI（FAKE TYPE.）[2]
戌神とのデュエット楽曲[2]。「Grrr Grrr Tummy」の完成後、猫又の運営が「ここまできたらFAKE TYPE.さんにおかころ（猫又と戌神）の曲も作って欲しいよね」と彼女に提案したことがきっかけで制作された[2]。

## 猫又おかゆ 1st Live.『ぽいずにゃ〜しんどろーむ』Supported By Bushiroad
「猫又おかゆ 1st Live.『ぽいずにゃ〜しんどろーむ』Supported By Bushiroad」（ねこまたおかゆ ファースト ライブ ぽいずにゃ〜しんどろーむ サポーテッド バイ ブシロード、英語: NEKOMATA OKAYU 1ST LIVE. POISONYA SYNDROME）は、2022年9月30日の19時から日本・TACHIKAWA STAGE GARDENにて開催された、猫又おかゆの1回目のライブ。同年7月24日に猫又が自身のYouTubeチャンネルにて行った動画配信にて開催が発表された。

### 主催・制作協力・特別協賛
出典：
- 主催 - カバー株式会社、hololive production、hololive
- 制作協力 - Activ8株式会社、株式会社LIVE FORWARD
- 特別協賛 - 株式会社ブシロード

### ゲスト
出典：
- 戌神ころね
- ハローキティ
- けろけろけろっぴ
- おでんガールズ

### セットリスト
出典：
基本的に楽曲の歌唱者およびMCの担当は、主演の猫又だが、10曲目の「Grrr Grrr Tummy」および、11曲目の「ORANGE PARADE feat. 戌神ころね」は、ゲストの戌神ころねと共に歌唱し、MCおよびMCも同様に彼女と共に進行した。
1. 「もぐもぐYUMMY!」
  - MC1.
2. 「カミサマ・ネコサマ」
3. 「パボ」
  - MC2.
4. 「毒の王子さま」
5. 「Suspect」
6. 「あっかんべ」
  - MC3.
7. 「毒杯スワロウ」
8. 「琥珀糖」
9. 「アデュー、サロー」
  - MC4.
10. 「Grrr Grrr Tummy」
  - MC5.
11. 「ORANGE PARADE feat. 戌神ころね」
  - MC6.
12. 「デタバレネコ」
  - en01.「夢見る空へ」
  - MC7.
  - en02.「もぐもぐYUMMY! Acoustic ver」
  - MC8.
  - en03.「Lazyroop」

### エンディング
本公演の終了後には、Blu-ray Disc『猫又おかゆ 1st Live.『ぽいずにゃ〜しんどろーむ』』の発売および、サービス・みるハコbyJOYSOUNDでの本公演の模様の映像の配信が発表された。

### Blu-ray Disc
『猫又おかゆ 1st Live.『ぽいずにゃ〜しんどろーむ』』（ねこまたおかゆ ファースト ライブ ぽいずにゃ〜しんどろーむ、英語: NEKOMATA OKAYU 1ST LIVE. POISONYA SYNDROME）は、2023年6月28日に株式会社ブシロードミュージックから発売された、本公演の模様を収録したBlu-ray Disc。オリコンチャートによる2023年07月10日付の週間 ミュージックBlu-rayランキングにて5位、週間 ミュージックDVD・Blu-rayランキングにて6位を記録した。